# Bristol Brabazon
Die Bristol Type 167 Brabazon war ein nach dem Zweiten Weltkrieg in Großbritannien entwickeltes achtmotoriges Verkehrsflugzeug. Sie war nach Baron Brabazon benannt und hatte ihren Erstflug im Jahre 1949. Mit ihr wollte die Bristol Aeroplane Company den zivilen Luftverkehr über den Nordatlantik revolutionieren. Jedoch hob nur eine einzige Brabazon jemals ab; zu einer Serienproduktion kam es nie.

## Geschichte
Die Planungsarbeiten an der Bristol Brabazon begannen mit einer Empfehlung eines Ausschusses (Brabazon-Komitee) des britischen Verkehrsministeriums unter dem Vorsitz von Lord Brabazon im Jahre 1943: Für die Zeit nach dem Zweiten Weltkrieg stellte sich die Frage über die Rolle Großbritanniens im internationalen Flugverkehr nach dem Kriegsende. Besonderes Augenmerk wurde auf den Nordatlantikverkehr gerichtet. Parallel entwickelte man für den Kurzstreckenverkehr kleinere Flugzeugtypen.
Da die Bristol-Flugzeugwerke (Bristol Aeroplane Company) bereits zu Kriegsbeginn einen schweren Langstreckenbomber geplant (aber nie gebaut) hatten, verfügten sie bereits über erste Erfahrung in der Konstruktion von Großflugzeugen und erhielten vom Brabazon-Ausschuss den Zuschlag zur Entwicklung einer Transportmaschine, die 90 bis 100 Personen ohne Zwischenlandungen über den Nordatlantik befördern sollte. Die Entwicklung des großen Flugzeugs verlief nicht ohne Schwierigkeiten; bei der Montage der Sektionen des Rumpfes kam es auf eine sonst nicht gekannte Millimeterarbeit an, auch erwies sich Wahl und Anordnung der Triebwerke für ein derart großes und schweres Flugzeug weniger einfach als anfangs gedacht.

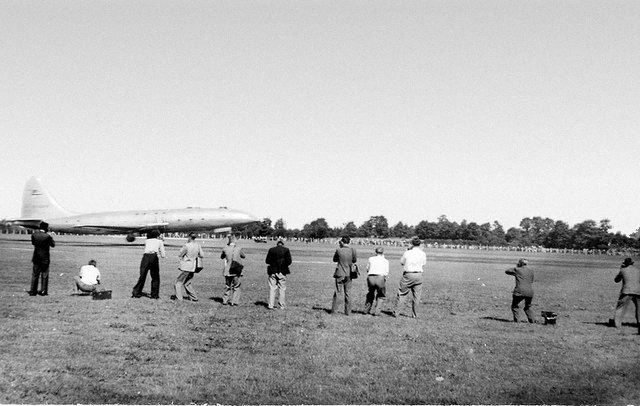
Die Bristol Brabazon bei ihrem Jungfernflug

Am 4. September 1949 hob schließlich die erste Brabazon vom Testgelände der Bristol-Werke zu ihrem Erstflug ab und wurde vier Tage später auf der Luftfahrtmesse in Farnborough ausgestellt. Ihr Erscheinen kam einer Sensation gleich, aber trotz anfänglichen Interesses der  British Overseas Airways Corporation (BOAC), die damals den gesamten Transatlantikverkehr Großbritanniens abwickelte, kam es letztlich zu keiner Bestellung für die Brabazon und daher auch zu keiner Serienproduktion.
Bei ihrem Erstflug im Jahre 1949 war die Brabazon eines der größten Flugzeuge überhaupt: Sie war 53,95 m lang, und ihre Tragflächen besaßen eine Spannweite von 70,10 m. Ihr breiter Rumpf war mit 100 komfortablen Sitzen bestückt. Die Brabazon war das erste Flugzeug seiner Zeit, dessen primäre Steuerflächen komplett hydraulisch betätigt wurden.
Angetrieben wurde sie von vier jeweils gegenläufig rotierenden Koaxial-Propeller-Paaren, die von je zwei luftgekühlten Doppelsternmotoren vom hauseigenen Typ Bristol Centaurus 20 mit jeweils 1.976 kW (2.535 PS) Leistung über Fernwellen angetrieben wurden. Die insgesamt acht Motoren waren nicht in üblichen Motorgondeln, sondern innerhalb der Tragflächen versenkt untergebracht. Die Schwierigkeiten mit den schräg zueinander eingebauten Triebwerkspaaren, die jeweils über ein gemeinsames Getriebe gekoppelt waren, konnten letztlich nie ganz behoben werden. Diese Technologie war bei praktisch allen derartigen Versuchen (siehe Heinkel He 177 oder Saunders-Roe Saro Princess) nicht in den Griff zu bekommen.
Die wahrscheinlichsten Ursachen für das Scheitern der Brabazon sind:
1. Zu schwache Triebwerke: Flugzeuge dieser Größenordnung können nur mit Turboprops oder Strahltriebwerken wirtschaftlich betrieben werden. Eine Turboprop-Version der Brabazon wurde zwar geplant, aber nie ausgeführt.
2. Ineffiziente Ausnutzung des Innenraums: Um den Passagieren ein Maximum an Komfort für den langen Flug zu bieten, bot man ihnen reichlich Platz (insbesondere für die Füße). Das führte aber zu einer relativ niedrigen Transportkapazität bei hohen Betriebskosten. Überdies wurde eine Kapazität von 100 Passagieren Anfang der 1950er-Jahre gar nicht benötigt.
3. Wegen veralteter Vorschriften in Großbritannien musste die Brabazon für eine Landestrecke von lediglich 600 Metern ausgelegt werden, was wiederum eine hohe Spannweite erforderte. So stieß die Konstruktion der Tragflächen an die Grenzen des damals technisch Machbaren und verteuerte das Flugzeug in der Anschaffung.

So wurden statt der Brabazon die Lockheed L-1049 Super Constellation, die Lockheed L-1649A Starliner, die Douglas DC-6 und Douglas DC-7 Seven Seas (alle aus den USA) die beherrschenden Flugzeuge des Nordatlantikverkehrs. Im Jahre 1952 stellte Bristol seine Britannia mit vierfachem Turboprop-Antrieb und 90 bis 126 Sitzplätzen vor, die zwar in Serie ging, aber schließlich ebenfalls ein kommerzieller Misserfolg wurde.

## Technische Daten

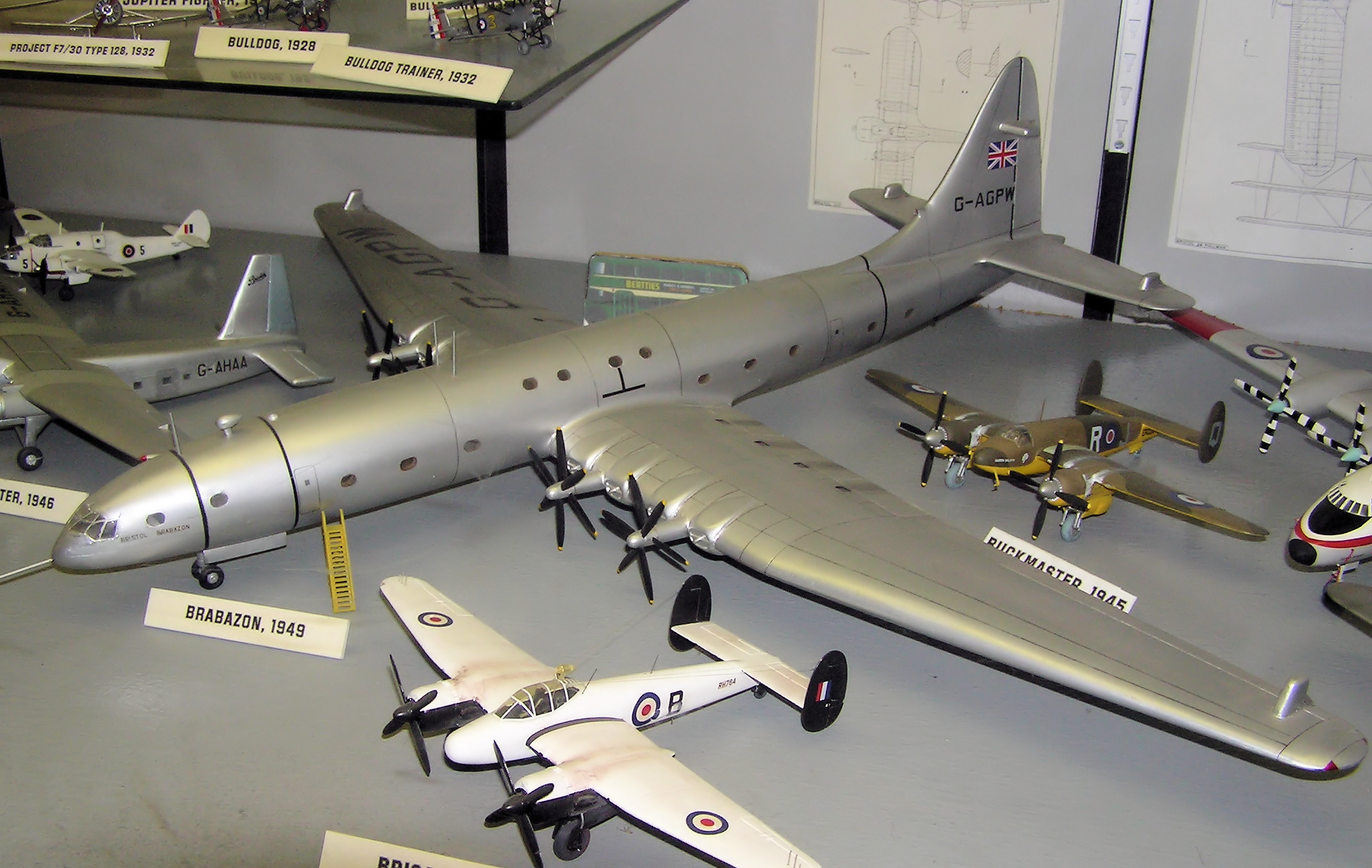
Modell einer Bristol Brabazon im Größenvergleich mit einer Bristol Brigand im Vordergrund

| Kenngröße             | Daten                                                                   |
| --------------------- | ----------------------------------------------------------------------- |
| Passagiere            | 100                                                                     |
| Länge                 | 53,95 m                                                                 |
| Spannweite            | 70,10 m                                                                 |
| Höhe                  | 15,24 m                                                                 |
| Leermasse             | 65.816 kg                                                               |
| Startmasse            | 131.542 kg                                                              |
| Antrieb               | acht Doppelsternmotoren Bristol Centaurus 20 mit je 1.976 kW (2.535 PS) |
| Höchstgeschwindigkeit | 483 km/h                                                                |
| Reisegeschwindigkeit  | 402 km/h                                                                |
| Reichweite            | 8.851 km                                                                |
| Reiseflughöhe         | 7.620 m                                                                 |